# Jorge Vernazza
Jorge Vernazza (1 de septiembre de 1925, 21 de agosto de 1995, Buenos Aires)  fue un sacerdote vinculado al Movimiento de Sacerdotes para el Tercer Mundo y a las luchas populares de la Argentina de las décadas de 1960 y 1970.

## Biografía
Se ordenó sacerdote en la Arquidiócesis de Buenos Aires y fue Vicerrector del Seminario de dicha Arquidiócesis. Formó parte del "Equipo de sacerdotes para Villas de emergencia de la Capital Federal".
En 1968 comenzó su actividad en la Villa del Bajo Flores, un asentamiento en la zona sur de la ciudad de Buenos Aires. Jorge Vernazza se instaló en una casilla precaria dentro del barrio y además de sus tareas sacerdotales, desarrolló acciones de promoción social, como una guardería, que comenzó sus actividades en 1971.
Junto a Rodolfo Ricciardelli denunció los atropellos de la última dictadura cívico militar, especialmente ante el llamado "Plan de erradicación de Villas". Décadas después, en una entrevista radial, el Papa Francisco expresó su aprobación por la tarea de los llamados "curas villeros", como Rodolfo Ricciardelli, Jorge Vernazza y Carlos Mugica.
El padre Jorge Vernazza afirmaba que el trabajo de los curas villeros se realizaba en tres niveles: lo religioso, lo asistencial y promocional y lo “revolucionario”. En este punto afirmaba que "los sacerdotes eran conscientes de que el problema de las villas tenía causas estructurales, y no podría ser definitivamente resuelto hasta que no se produjera un cambio social".
También afirmaba: "Fui a la villa simplemente llevado por la orientación de la Iglesia, sobre todo la Populorum progressio que decía que en este recodo de la historia tenemos que reconocer que existe una forma de desarrollo que culmina en Dios. Por eso había que acercarse a los pobres".

## Libros
Jorge Vernazza es autor de un libro sobre la actividad de los religiosos instalados en villas de emergencia y compilador de escritos del padre Carlos Mugica.
- Para comprender - Una vida con los pobres. Congregación del Verbo Divino (1ª edición). Guadalupe. 1989. ISBN 978-950-500-218-4.
- Mugica, Carlos (1996). Una vida para el pueblo. Compilado por Jorge Vernazza (1ª edición). Buenos Aires: Lumen. ISBN 978-950-724-571-8.

## Homenajes
En homenaje a Jorge Vernazza llevan su nombre:
- Centro de Formación Profesional (C.F.P.) N° 39 "Padre Jorge Vernazza (Conveniada) Parroquia Santa María Madre del Pueblo".[6][7]
- Cooperativa de Vivienda, Crédito y Consumo Padre Jorge Vernazza Limitada en Virrey del Pino.[8]
- Espacio verde ubicado en las avenidas Varela y Perito Moreno, de la ciudad de Buenos Aires.[9]
- Barrio Jorge Vernazza, ubicado en ruta 3 km 41,700.  Localidad de Virrey del Pino, partido La Matanza. Pcia de Buenos Aires.